# Убаши
Убаши́ (кит. трад. 渥巴锡汗, пиньинь Wòbàxī hàn, палл. Вобаси хан; 1744 — 1774) — последний (пятый) калмыцкий хан (1761 — 1771) из торгутского рода Кереит, младший сын и преемник калмыцкого хана Дондук-Даши.

## Правление
В 1758 году Убаши был провозглашён наследником ханского престола и в 1761 году назначен царским правительством новым наместником Калмыцкого ханства. Среди престолонаследников возник спор. О своих претензиях на ханский трон заявил Цебек-Дорджи, сын Галдан-Норбо и внук калмыцкого хана Дондук-Омбо, который считался старшим в роду потомков Аюки. Русские власти приготовили войска для защиты своего ставленника Убаши и Цебек-Дорджи вынужден был бежать на Дон.
Среди соперников Убаши также были вдова хана Дондук-Омбо княгиня Вера Дондукова и сын хана Алексей. Княгиня Вера Дондукова, с разрешения императрицы Екатерины II, поселилась в Енотаевске и вступила в управление Багацохуровским улусом — наследственным владением умершего хана Дондук-Омбо.
Царское правительство, обеспокоенное смутами в Калмыцком ханстве, решило ограничить ханскую власть. Было решено создать «зарго» (совет), членами которого должны были быть представители всех калмыцких удельных улусов. «Зарго» должно было представлять свои приговоры на утверждение хану, который не имел права отклонять постановления совета. В случае несогласия между ханом и народным «зарго», спор между ними должна была решать царская администрация. Такое унижение ханской власти возмутило Убаши. В 1765 году в калмыцкие улусы вернулся Цебек-Дорджи, который первым подал хану мысль об откочёвке в Джунгарию.
В 1769—1770 годах Убаши участвовал в военных действиях на Северном Кавказе во время русско-турецкой войны (1768—1774). В 1770 году Убаши поссорился с генерал-майором Иоганном Медемом и вернулся с войском в свои кочевья, что окончательно предопределило сроки выступления в Джунгарию.
Уход калмыков на восток был тщательно разработан и готовился в течение четырёх лет ближайшим окружением Убаши, среди которых были главный лама Лоузанг-Джалчин, нойоны Цебек-Дорджи, Бамбар, Шеаренг.
Движение калмыцких улусов началось в конце 1770 года. В январе 1771 года хан Убаши возглавил откочёвку бо́льшей части калмыков (около 33 тысячи кибиток и около 170 тысяч человек) из русского Поволжья в Джунгарию. На Волге остались только около 12 тысяч кибиток. 15 апреля 1771 года калмыки перешли Мугоджарские горы. По пути следования, калмыки регулярно подвергались нападениям со стороны казахов, подвластных Нуралы-хана и Абылай-хана, которые отбивая мелкие группы от основного потока, захватывали в плен отставших. Калмыки постоянно теряли людей, скот, имущество. Чтобы избежать постоянных стычек с казахскими отрядами, Убаши-хан принял самое трагическое решение — повести народ по северной, пустынной стороне озера Балхаш. Вследствие чего, они подошли к озеру в июльскую жару, страдая от жажды. Люди и скот кинулись в воды солёного озера, в результате чего потерпели самое большое поражение, понеся большие потери в людях и скоте. Оставшиеся люди, в середине августа того же года достигли пределов империи Цин, власти которой поселили переселенцев в верховьях реки Или. За семимесячный переход, Убаши-хан потерял больше половины подданных. Цинские власти сохранили за Убаши ханский титул с пожалованием почетного звания «Зоригту» («Храбрый»).
Через три года после поселения в Джунгарии, Убаши-хан скончался в Пекине в 1774 году в возрасте 29 лет.

## Память
- В 2012 году в Элисте установлен памятник Убаши-хану.
- Аналогичный (оригинальный) памятник установлен в городе Булган в Монголии.
- Схожий памятник в белом оформлении установлен в уезде Хэцзин в Китае.
- Памятник Убаши-хану и, мемориал возвращению торгутов, установлен в городе Корла в Синьцзян-Уйгурском автономном районе, Китай.

Памятник Убаши-хану в Элисте
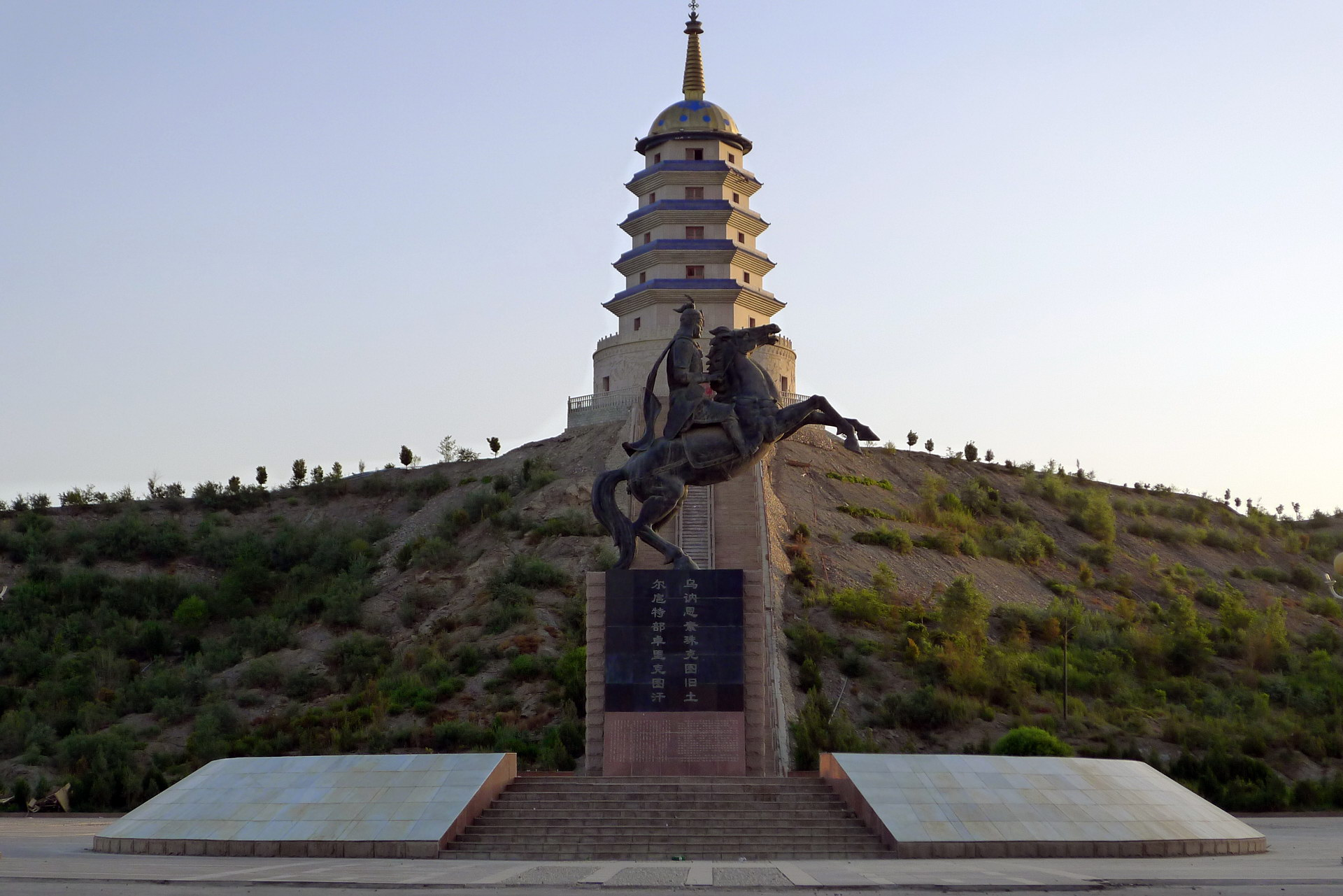
Памятник возвращению торгутов в Корле, Синьцзян. Статуя Убаши-хана спереди и мемориальная башня сзади

## Образ в искусстве

### В кино
- 《渥巴锡汗》«Убаши-хан»  (2005; КНР)
- 《东归英雄传》«Герои возвращаются на восток» (30-серийный телесериал, 2008; КНР)